# マトラン
マトラン/Matoranは玩具メーカー・レゴ社が作るストーリーライン・バイオニクルに登場する架空の種族である。
バイオニクルの世界の一つ「マトラン・ユニバース」の住民。マタ・ヌイによって創造され、彼から授かった団結・義務・宿命の3つの美徳を重んじている。

## マタ・ヌイ島のマトラン
メトロ・ヌイからの移民で、ツラガを長老とする6つの村に分かれて生活している。
タクア/Takua
声 - 宮野真守
タ・コロ村のクロニクラー。探検好きで、島の様々な事を記録する。ジャラの親友で、プーク/Pukuというウッサル（カニ型のラヒ）を飼っている。
偶然から光のマスク「アボーキー」を発見し、ジャラと共に第七のトーアを探す旅に出る。その末に自分の宿命を悟り、アボーキーを装着することで自らが第七のトーア・タカヌーヴァになった。
ジャラー/Jaller
声 - 林勇
タ・コロ村の防衛隊「タ・コロガード」の隊長で、ツラガ・ワカマの右腕。
後にマタ・ヌイの命を救うという宿命を背負い、新たなトーアチーム「トーア・イニカ」の一員となる。
ハーリ/Hahli
声 - 渕崎ゆり子
ガ・コロ村のマトランで、ツラガ・ノカマの右腕。内気な性格で、密かにジャラに思いを寄せている。
後にトーア・イニカの一員となる。
ヒューキー（ハウキー）/Hewkii
声 - 小泉一郎太
ポ・コロ村のマトランで、ツラガ・オネワの右腕。コーリのチャンピオンでもある。
後にトーア・イニカの一員となる。
マックー/Macku
ガ・コロ村のマトラン。
ハフ/Hafu
ポ・コロ村のマトラン。
ヌパル / Nuparu
オヌ・コロ村の発明家。ボロックの残骸からボクサーを開発し、村々の防衛に貢献した。
後にトーア・イニカの一員となる。

## メトロ・ヌイのマトラン
ツラガ・デュームの下で6つの都市が築かれ、長きに亘り平和が保たれていた。マクータに支配された際、マトラン達は捕らわれてしまうが、トーア・メトロによって救出されマタ・ヌイ島に移住した。
ワカマ、ノカマ、マタウ、オネワ、ウェヌア、ヌジュについてはトーア・メトロを参照。
ヌーリ/Nuhrii
ターメトロのカノイ職人で、ワカマの師匠。
イエリ/Ehrye
ビゾラ/Visola
オカム/Orkahm
アークモウ/Ahkmou
タフティー/Tehutti

## その他
デカール/Dekar
海底都市「マーリ・ヌイ」のポーマトラン。生命のマスク「イグニカ」によって守護者・ヒドラクソンにされた。
キレックス
マーリ・ヌイのガーマトラン。
キロップ/Kirop
カーダ・ヌイに住むアボマトランのリーダー。
ガブラ/Gavla、ラディアック/Radiak
カーダ・ヌイに住むアボマトラン達。キロップと共にシャドウマトランにされた。